# Kontorlandskab
|  | Sammenskrivningsforslag Artiklerne Storrumskontor, Kontorlandskab er foreslået sammenskrevet. (Siden september 2021) Diskutér forslaget |

Et kontorlandskab (også kaldet storrumskontor) er et stort kontorlokale, der består af adskillige kontorpladser. Disse kontorpladser er nogle gange opstillet i et åbent kontorlandskab, hvor kontorpladserne slet ikke er adskilt eller eventuelt kun er adskilt af reoler, planter eller andre mindre genstande. Andre har kontorlandskaber derimod har skillevægge imellem nogle eller alle arbejdsstationer.
Åbne kontorlandskaber har både fordele og ulemper. En af fordelene er, at mange medarbejdere er samlede, og dermed hurtigt kan få fat på hinanden. Nogle hævder, at dette bringer mere effektivitet, synergi og bedre socialt samvær. Ulemperne ved denne type kontorer, kan hævdes at være koncentrationsbesvær hos visse medarbejdere, samt støjgener. Det sidste kan dog til en vis grad afhjælpes via støjdæmpende foranstaltninger.

## Eksterne henvisningetr
- Wikimedia Commons har flere filer relateret til Åbne kontorlandskaber

 Der er for få eller ingen kildehenvisninger i denne artikel, hvilket er et problem. Du kan hjælpe ved at angive troværdige kilder til de påstande, som fremføres i artiklen.